# Stazione di Montebelluna
Stazione di Montebelluna vasútállomás Olaszországban, Veneto régióban, Montebelluna településen.

## Vasútvonalak
Az állomást az alábbi vasútvonalak érintik:
- Montebelluna-Camposampiero-vasútvonal
- Belluno–Feltre–Treviso-vasútvonal
- Montebelluna-Susegana-vasútvonal

## Kapcsolódó állomások
A vasútállomáshoz az alábbi állomások vannak a legközelebb: 
- Stazione di Fanzolo (Stazione di Camposampiero, Montebelluna-Camposampiero-vasútvonal)
- Stazione di Cornuda
- Stazione di Trevignano-Signoressa
- Volpago railway station (Stazione di Susegana, Montebelluna-Susegana-vasútvonal)